# Dixella hyperborea
Dixella hyperborea är en tvåvingeart som först beskrevs av Ernst Evald Bergroth 1889.  Dixella hyperborea ingår i släktet Dixella och familjen u-myggor. Arten är reproducerande i Sverige. Inga underarter finns listade i Catalogue of Life.